# Herb gminy Będków
Herb gminy Będków – symbol gminy Będków.

## Wygląd i symbolika
Herb przedstawia na tarczy w polu czerwonym srebrny mur forteczny z dwoma sklepionymi okienkami i trzema basztami zwieńczonymi niebieskimi trójkątnymi dachami (środkowa najwyższa, z kwadratowym okienkiem). Jest to historyczny symbol miasta Będków.